# 色度 (物理學)

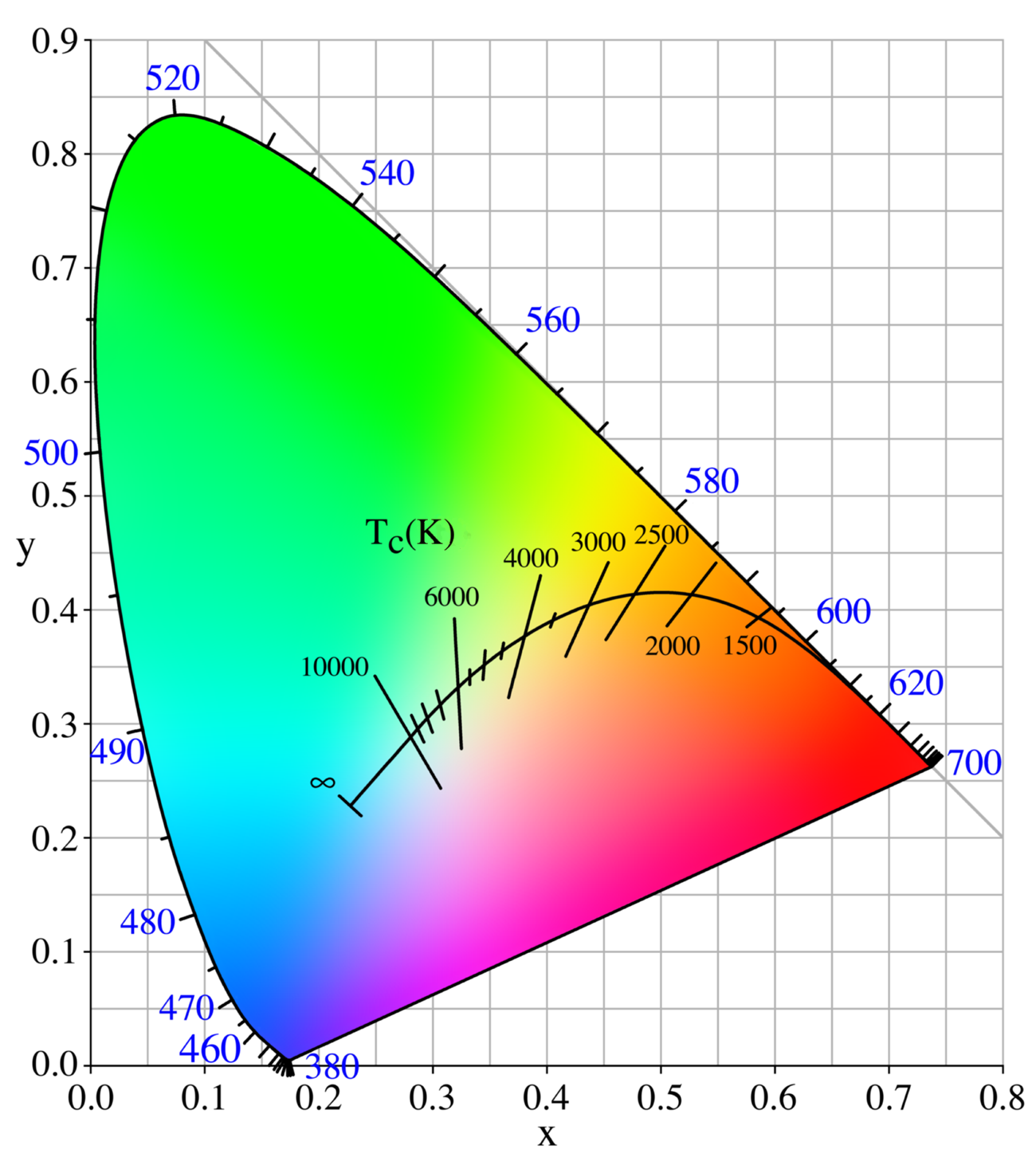
顯示各種溫度黑體光源以及以固定的線條標示相關色溫的CIE1931 xy色度空間。

色度是不管其亮度下，顏色質量的客觀規範。色度由兩個互不相關的維度（物理和數學）組成，通常是色相和飽和度，後者也稱為多色度、色度、強度或激發純度。這一數量參數來自大多數人類視覺的三色視覺，這是顏色科學中大多數模型所假設的。

## 定量描述
在色彩科學中，照明器或顯示器的白點是一個以中性色度特徵為參考，所有其他的色度都可以通過極座標定義與該參考值相關的色度。色調是角分量， 純度是由該色調的最大半徑已規範化的徑向分量。
純度大致相當於HSV色彩空間中的術語：飽和度。"色調"的屬性與一般顏色理論和特定顏色模型，像是HSL和HSV色彩空間中使用，然而它在顏色模型，如孟塞爾顏色系統、Lab色彩空間或CIECAM02中是顏色差異的公差
有些色彩空間將顏色的三個維度分隔為一個相對亮度維度和一對色度維度。例如，SRGB色彩空間顯示的白點是x, y色度（0.3127，0.3290），其中的x和y是在xyY空間使用的座標。

## 外部連結
- Stanford University CS 178 interactive Flash demo  （页面存档备份，存于） explaining chromaticity diagrams.
- JOES application software for calculation and plotting of CIE 1931 and 1976 from spectra （页面存档备份，存于）[1]

1. ↑  Ćirić, Aleksandar; Stojadinović, Stevan; Sekulić, Milica; Dramićanin, Miroslav D. . Journal of Luminescence. January 2019, 205: 351–356. doi:10.1016/j.jlumin.2018.09.048.